# Slim Pickens
Slim Pickens; właściwie Louis Burton Lindley Jr. (ur. 29 czerwca 1919 w Kingsburgu, zm. 8 grudnia 1983 w Modesto) – amerykański aktor filmowy i telewizyjny; a także zawodnik rodeo.
W ciągu swojej trwającej przeszło 30 lat aktorskiej kariery wystąpił w ponad 100 filmach kreując zwykle charakterystyczne role drugoplanowe. Jednak najlepiej zapamiętany został ze swoich kreacji komediowych, m.in. w filmach: Doktor Strangelove, czyli jak przestałem się martwić i pokochałem bombę (1964), Płonące siodła (1974) czy 1941 (1979). Utożsamiany był również z postaciami twardych i brutalnych kowboi; zagrał w tak słynnych westernach jak np. Dwa oblicza zemsty (1961) czy Pat Garrett i Billy Kid (1973).
Zmarł na nowotwór mózgu w wieku 64 lat.

## Filmografia
- Historia Willa Rogersa (1952) jako Dusty Donovan
- Jeden przeciw wszystkim (1958) jako Marshal
- Dwa oblicza zemsty (1961) jako Lon Dedrick
- Doktor Strangelove, czyli jak przestałem się martwić i pokochałem bombę (1964) jako major T.J. „King” Kong
- Major Dundee (1965) jako Wiley
- Wojna o ocean (1965) jako starszy bosman na USS Cassidy
- Ringo Kid (1966) jako Buck
- Noc w Jericho (1967) jako Yarbrough
- Will Penny (1968) jako Ike Walterstein
- Ballada o Cable’u Hogue’u (1970) jako Ben Fairchild
- Kowboje (1972) jako Anse
- Ucieczka gangstera (1972) jako kowboj, który pomaga McCoyom
- Pat Garrett i Billy Kid (1973) jako szeryf Colin Baker
- Płonące siodła (1974) jako Taggart
- Ranczo Deluxe (1975) jako Henry Beige
- Gorączka białej linii (1975) jako Duane Haller
- Pan Bilion (1977) jako Duane Hawkins
- Biały bizon (1977) jako Abel Pickney
- Rój (1978) jako Jud Hawkins
- Po tragedii Posejdona (1979) jako Dewey „Tex” Hopkins
- 1941 (1979) jako Hollis P. Wood
- Czarna dziura (1979) – B.O.B. (tylko głos)
- Tom Horn (1980) jako szeryf Sam Creedmore
- Róża z przybraniem (1980) jako Garland Ramsey
- Skowyt (1981) jako Sam Newfield